# هپتونستال
هپتونستال (به انگلیسی: Heptonstall) یک محله مدنی و روستا در بریتانیا است که در کالدردیل واقع شده‌است. هپتونستال ۱٬۴۷۰ نفر جمعیت دارد.